# Marc-André ter Stegen
Pour les articles homonymes, voir Stegen.
Marc-André ter Stegen, né le 30 avril 1992 à Mönchengladbach (Allemagne), est un footballeur international allemand qui évolue au poste de gardien de but au FC Barcelone.
Le 10 avril 2011, il commence sa carrière professionnelle en club avec le Borussia Mönchengladbach . En 2014, il est recruté par le FC Barcelone à la suite du départ de Víctor Valdés et lors de sa première saison, il remporte la Coupe d'Espagne et la Ligue des champions en tant que titulaire indiscutable pour ces deux compétitions tandis que Claudio Bravo disputait les matchs du Championnat d'Espagne.
Le 26 mai 2012, il connaît sa première titularisation en sélection nationale. Il participe à l'Euro 2016 qui a lieu en France et à la Coupe du monde 2018 en Russie en tant que deuxième gardien. Il remporte la Coupe des confédérations 2017, également en Russie en tant que titulaire.

## Biographie
Marc-André ter Stegen naît le 30 avril 1992 à Mönchengladbach, en Rhénanie-du-Nord-Westphalie. Il est de lointaine ascendance néerlandaise du côté de son père, ce qui explique qu'il porte un nom de famille néerlandophone.

### Carrière en club

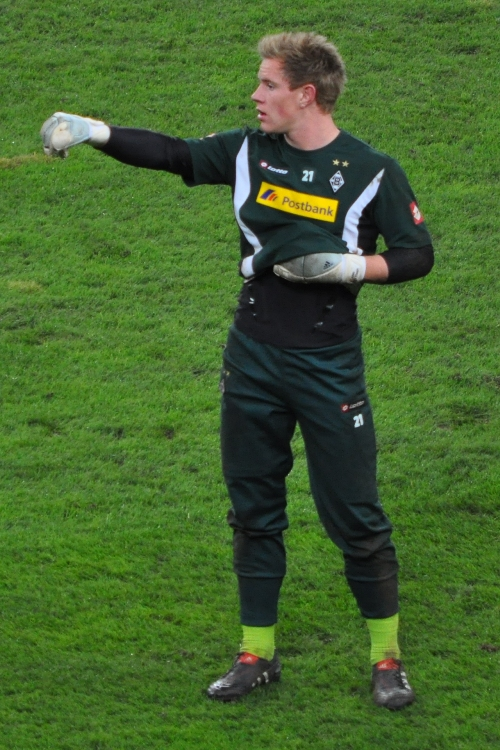
Marc-André ter Stegen sous les couleurs de son club formateur, le Borussia Mönchengladbach.

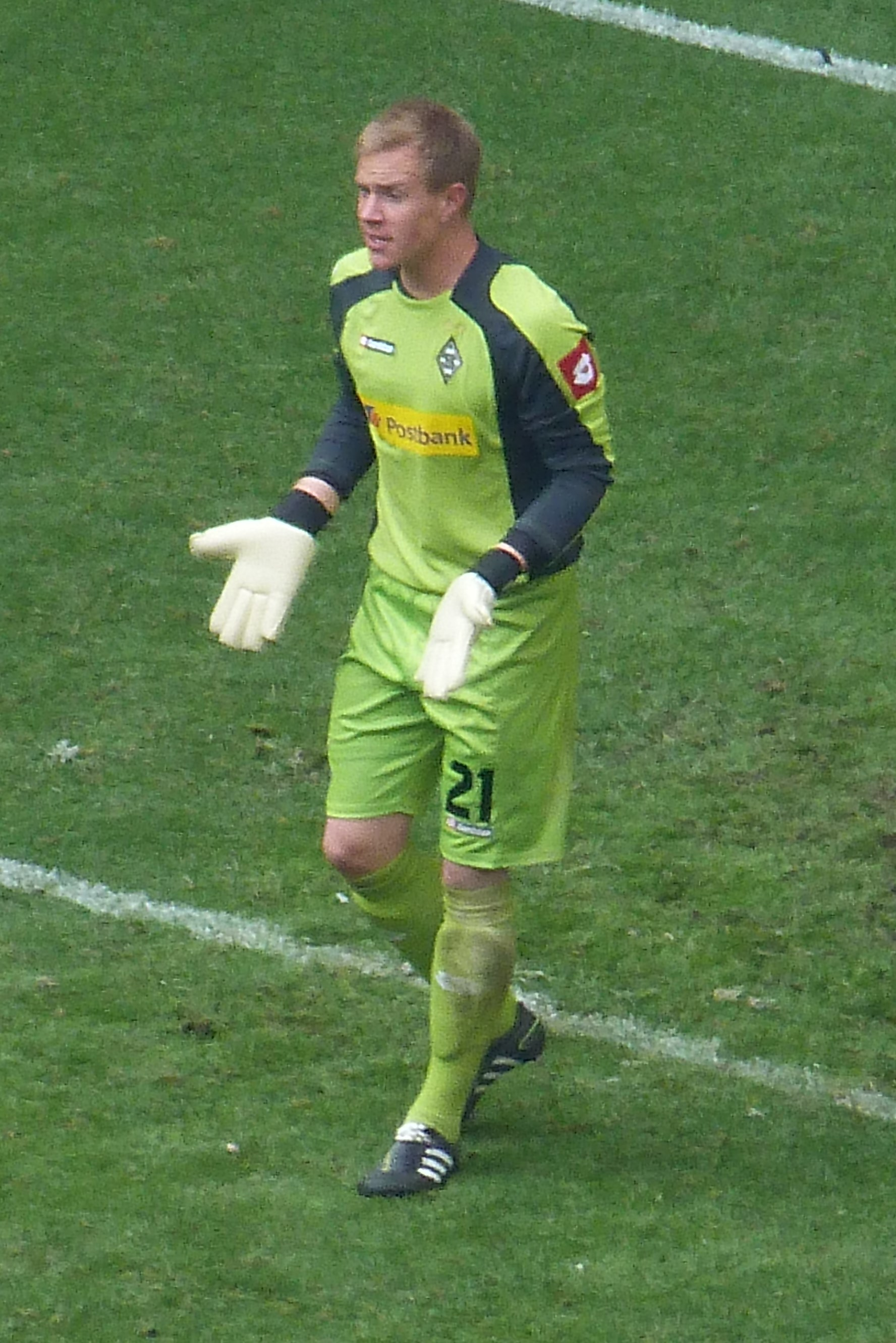
Marc-André ter Stegen avec le Borussia Mönchengladbach.

#### Formation et débuts au Borussia Mönchengladbach (2011-2014)

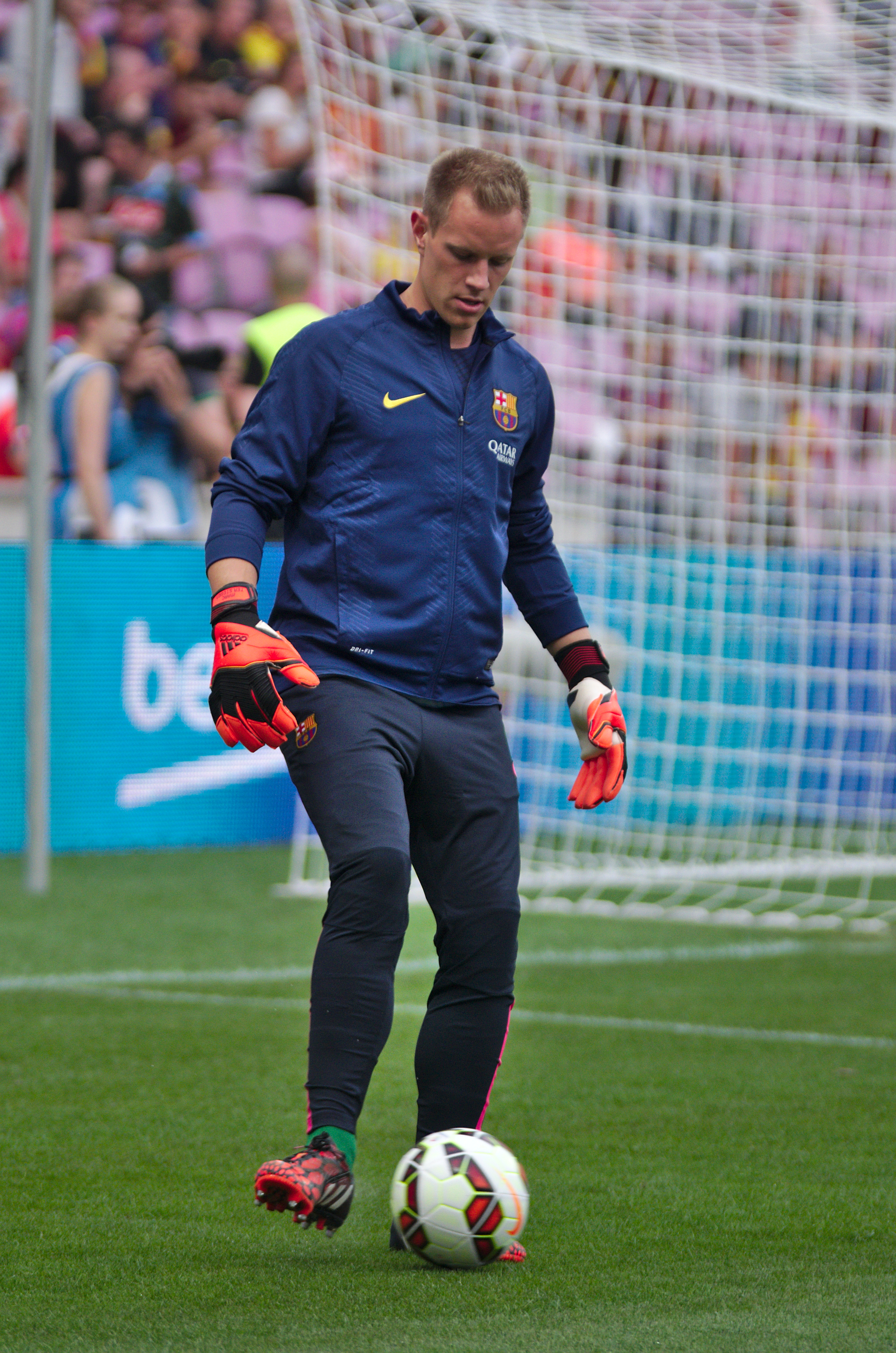
Marc-André ter Stegen sous les couleurs de son deuxième club, le FC Barcelone.

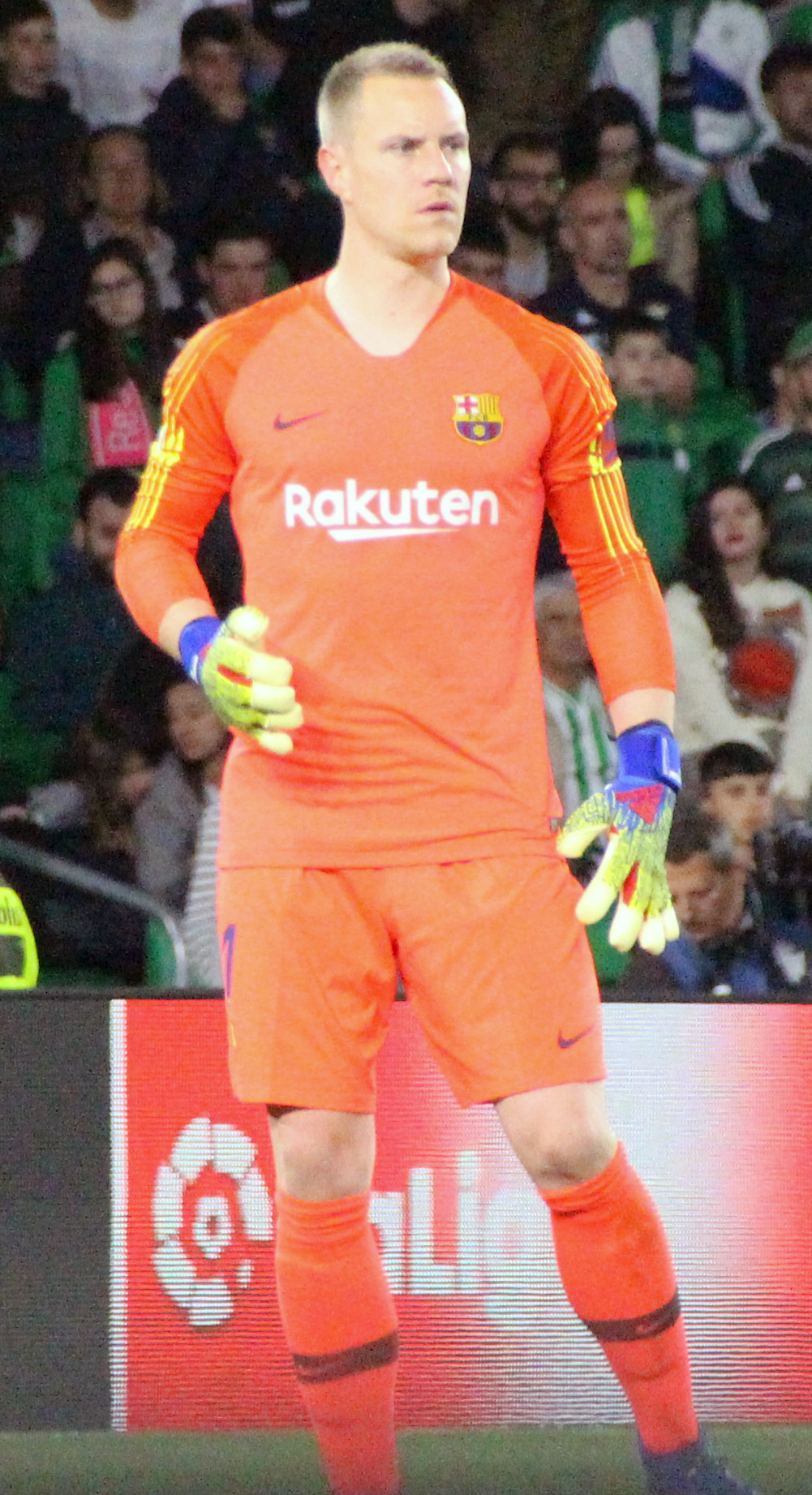
Marc-André ter Stegen avec le FC Barcelone.

Formé au Borussia Mönchengladbach, Marc-André ter Stegen fait ses débuts en Bundesliga le 10 avril 2011, quelques jours avant ses 19 ans. Impressionnant en équipe réserve et international espoir, il est promu en équipe première lorsque Lucien Favre reprend les rênes de l'équipe bass et l'impose comme titulaire dans les cages à la place de Logan Bailly. La saison suivante, il confirme son nouveau statut, achevant la saison à une étonnante quatrième place du championnat avec son équipe de Mönchengladbach, ce qui lui permettra de jouer le tour préliminaire de Ligue des champions.
Il connait un début de saison 2012-2013 compliqué avec un match calvaire vécu face au Borussia Dortmund en encaissant cinq buts et en se blessant à la 70e minute.
En janvier 2014, Marc-André ter Stegen communique sa décision de ne pas renouveler son contrat avec le Borussia Mönchengladbach ce qui laisse présager un transfert vers le FC Barcelone afin d'y remplacer Víctor Valdés.
Le 3 mai 2014, il joue son dernier match au Borussia-Park où il reçoit une grande ovation en guise d'au revoir. Le gardien quitte le Borussia Mönchengladbach après 18 années passées au club.

#### Saison 2014-2015
À la suite des départs de Víctor Valdés et José Manuel Pinto lors du mercato d'été 2014, Marc-André ter Stegen devient gardien du FC Barcelone le 19 mai 2014 en signant un contrat de cinq ans pour un montant de 12 millions hors bonus et sa clause de départ est fixée à 80 millions d’euros. Il devient le septième footballeur allemand de l'histoire à porter le maillot du Barça.
Lors de sa présentation à la presse, il déclare que joindre le FC Barcelone a toujours été son premier choix. Le nouveau coach, Luis Enrique, nomme Claudio Bravo gardien de but pour le championnat et Marc-André ter Stegen gardien de la Copa del Rey et de la Ligue des champions.
Il fait ses débuts pour le FC Barcelone le 17 septembre 2014 en Ligue des champions face à APOEL Nicosie et garde sa cage inviolée (victoire 1-0). Lors du match retour des huitièmes de finale face à Manchester City, Marc-André ter Stegen arrête un penalty tiré par Sergio Agüero et se qualifie pour les quarts de finale.
À l'issue de la saison, il remporte la Coupe du Roi et la Ligue des champions avec le Barça. Il ne remporte pas la Liga n’ayant joué aucun match en championnat

#### Saison 2015-2016
Le 12 août 2015 , il remporte la Supercoupe d'Europe face au FC Séville à la suite d'un match spectaculaire (5-4). Le 13 septembre 2015, il dispute son premier match de Liga face à l'Atlético Madrid (2-1), un peu plus d'un an après son arrivée au club. Le 23 septembre 2015, il est titulaire lors de la douloureuse défaite de son équipe face au Celta Vigo (4-1), confirmant sa méforme et celle de la défense barcelonaise en ce début de saison (15 buts encaissés en 5 matchs).
Le 14 mai 2016, contre Grenade, il remporte pour la première fois la Liga après avoir été titularisé lors des deux derniers matchs à la suite de la blessure de Claudio Bravo. Il est considéré comme l'un des grands espoirs à son poste.

#### Saison 2016-2017
Le 25 août 2016, son concurrent direct Claudio Bravo est transféré à Manchester City. Pour la première fois depuis son arrivée en 2014, il occupe la première place dans la hiérarchie des gardiens du Barça. Ce nouveau statut l'amènera à être titulaire lors des matchs de championnat, ainsi qu'en Ligue des Champions lors de la saison 2016-2017. Il disputera également quelques matchs en Coupe d'Espagne, malgré le fait que dans cette compétition le poste de titulaire revienne au second gardien Jasper Cillessen, arrivé lors du mercato estival pour occuper le poste de numéro 2.
Le 28 août 2016, il dispute son premier match en tant que numéro 1 avec le Barça face à l'Athletic Bilbao (victoire 0-1 de Barcelone).
Le 19 octobre 2016, il réalise un grand match en Ligue des champions face à Manchester City (4-0), face à son ancien rival Claudio Bravo. Il se distingue par plusieurs arrêts décisifs.
Le 29 mai 2017, il prolonge son contrat avec Barcelone jusqu'en 2022. Sa clause de départ s'élève désormais à 180 M€,.

#### Saison 2017-2018
Le 28 octobre 2017, il est élu homme du match face à l'Athletic Bilbao (victoire 2-0). Match où il se fait remarquer avec 9 parades décisives.
Avec 5 buts encaissés en 17 matchs (toutes compétitions confondues), il participe activement à l'excellent début de saison du Barça.
Le 17 avril 2018, il porte pour la première fois le brassard de capitaine du FC Barcelone lors du match de championnat contre le Celta Vigo (2-2).

#### Saison 2018-2019
Lors de la saison 2018-2019, il fait partie des grands artisans de la belle saison de son club (47 tirs arrêtés sur 55 tirs concédés lors des derniers matchs), saison au cours de laquelle il remporte sa troisième Liga.
Il fait partie des trois gardiens nommés pour le Trophée FIFA The Best 2019, avec Alisson et Ederson. Alors qu'il pouvait largement prétendre à cette distinction individuelle au vu de sa saison exceptionnelle, il apprend au cours de la cérémonie à Milan que c'est Alisson qui remporte le trophée.

#### Saison 2019-2020
Lors du premier match de poule en Ligue des champions face à Dortmund, il est l'auteur d'un superbe match au cours duquel il arrête un penalty et réalise plusieurs parades. Ce qui permet donc au Barça de conserver le match nul : 0-0.
Le 28 septembre contre Getafe CF, il est l'auteur d'une passe décisive pour Luis Suarez. Il est le premier gardien barcelonais à réussir cette prouesse au XXIe siècle. Il récidive le 7 décembre face au RCD Majorque en offrant le but à Antoine Griezmann.
Le 14 août 2020, lors du match de Ligue des champions face au FC Bayern Munich, il enregistre le triste record du plus grand nombre de buts encaissés en un seul match par le Barça, en s’inclinant 2 buts à 8.

#### Saison 2020-2021
Opéré du genou en août 2020, Marc-André ter Stegen manque le début de saison 2020-2021,, sa doublure Neto gardant la cage barcelonaise pendant son absence. Alors que des négociations sont en cours depuis des mois, il prolonge son contrat avec le FC Barcelone le 20 octobre 2020 jusqu'en juin 2025. Cette saison-là, il participe à la finale de la Coupe d'Espagne, qui a lieu le 17 avril 2021 contre l'Athletic Bilbao. Son équipe s'impose par quatre buts à zéro, et le portier allemand ajoute donc un autre titre à son palmarès.

#### Saison 2022-2023
Il remporte pour la cinquième fois le championnat d'Espagne avec Barcelone et gagne pour la première fois le Trophée Zamora. Il est désigné meilleur joueur du championnat d'Espagne.

#### Saison 2023-2024
Le 25 août 2023, Marc-André ter Stegen prolonge son contrat avec le FC Barcelone jusqu'en 2028,. La clause libératoire s'élève à hauteur de 500 millions d'euros.
En décembre 2023, blessé au dos, il se fait opérer et sa convalescence est estimée à deux mois.
Le 8 mars 2024, il dispute son 400e match officiel sous le maillot du Barça, il est le joueur étranger le plus capé de l'histoire du FC Barcelone après Lionel Messi.

#### Saison 2024-2025
Marc-André ter Stegen devient capitaine du FC Barcelone à la suite du départ de Sergi Roberto, il aura comme bras droit quatre autres joueurs : Ronald Araujo, Frenkie de Jong, Raphinha et Pedri.

### En équipe d'Allemagne

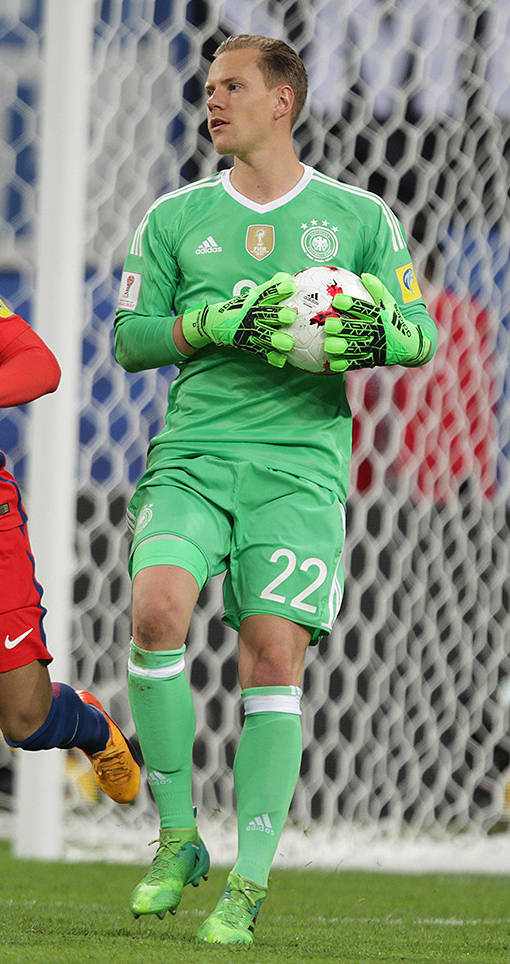
Marc-André ter Stegen avec l'équipe d'Allemagne.

Marc-André ter Stegen est vainqueur du Championnat d'Europe des moins de 17 ans 2009 avec l'Allemagne -17 ans. 
Marc-André Ter Stegen représente l'équipe d'Allemagne des moins de 19 ans de 2010 à 2011. Au total il joue neuf matchs avec cette sélection.
Il joue son premier match avec l'équipe d'Allemagne espoirs le 29 février 2012, face à la Grèce. Il est titularisé et son équipe l'emporte par un but à zéro.
Ses performances en club poussent le sélectionneur de l'équipe d'Allemagne, Joachim Löw, à l'inclure dans la pré-liste des joueurs susceptibles d'être retenu pour l'Euro 2012. Il honore sa première sélection lors d'un match amical contre la Suisse dans lequel il encaisse cinq buts (score final 5-3). Quelques jours après, il n'est pas retenu dans la liste des 23 joueurs appelés à disputer l'Euro 2012.
Le 15 août 2012, dans un match amical opposant la Mannschaft à l'Argentine, Marc-André Ter Stegen rentre après l'expulsion de Ron-Robert Zieler. Il se distingue sur le penalty qui s'ensuit en captant le tir croisé de Lionel Messi et permet ainsi au public de Francfort de croire encore à une chance de victoire contre l'Albiceleste, ce qui n'empêchera pas finalement la défaite de la Mannschaft : 1-3. Il n'est pas sélectionné par Joachim Löw pour la Coupe du monde 2014 au Brésil où l'Allemagne remportera le titre.
Bien qu'il ait déjà disputé des matchs en équipe nationale A, Marc-André Ter Stegen dispute l'Euro espoirs 2015 avec l'Allemagne espoirs sous les ordres de Horst Hrubesch. Gardien titulaire, il atteindra les demi-finales avant que son équipe ne soit éliminée par le Portugal sur le score de 5-0, la plus large défaite de l'histoire de l'équipe.
Marc-André Ter Stegen est convoqué pour participer à l'Euro 2016 en France mais ne jouera aucun match durant la compétition. Il jouera cependant tous les matchs en Coupe des confédérations de 2017 à la suite de la blessure de Manuel Neuer. L'Allemagne et Marc-André Ter Stegen remportent le tournoi après avoir battu le Chili 1-0 en finale. Le gardien allemand est élu meilleur joueur du match à l'issue de la rencontre.
En juin 2018, Joachim Löw le sélectionne pour la Coupe du monde 2018 disputée en Russie en tant que doublure de Manuel Neuer. Lors du tournoi, Marc-André Ter Stegen ne jouera aucun match. En début de saison 2019-2020, alors que les matchs de qualifications à l'Euro 2020 se préparent, Joachim Löw indique qu'il fera tourner le poste de gardien. Mais la veille du match, la feuille du match indiquera le contraire. En mai 2021, blessé au genou, Marc-André ter Stegen déclare forfait pour l'Euro 2020.
Le 10 novembre 2022, il est sélectionné par Hansi Flick pour participer à la Coupe du monde 2022 au Qatar. Le 16 mai 2024, il fait partie d'une liste provisoire de 27 joueurs sélectionnés par Julian Nagelsmann en vue de préparer l'Euro 2024, avant de se retrouver dans la liste définitive le 7 juin. 

## Statistiques
| Saison                | Club                   | Championnat           | Championnat | Championnat | Championnat | Coupe(s) nationale(s) | Coupe(s) nationale(s) | Coupe(s) nationale(s) | Supercoupe | Supercoupe | Supercoupe | Compétition(s) continentale(s) | Compétition(s) continentale(s) | Compétition(s) continentale(s) | Compétition(s) continentale(s) | Barrages Bundesliga | Barrages Bundesliga | Barrages Bundesliga | Supercoupe UEFA | Supercoupe UEFA | Supercoupe UEFA | Total | Total | Total |
| Saison                | Club                   | Division              | M.          | B.          | P.d.        | M.                    | B.                    | P.d.                  | M.         | B.         | P.d.       | Comp.                          | M.                             | B.                             | P.d.                           | M.                  | B.                  | P.d.                | M.              | B.              | P.d.            | M.    | B.    | P.d.  |
| 2009-2010             | Borussia M'gladbach II | Regionalliga          | 3           | 0           | 0           | -                     | -                     | -                     | -          | -          | -          | -                              | -                              | -                              | -                              | -                   | -                   | -                   | -               | -               | -               | 3     | 0     | 0     |
| 2010-2011             | Borussia M'gladbach II | Regionalliga          | 15          | 0           | 0           | -                     | -                     | -                     | -          | -          | -          | -                              | -                              | -                              | -                              | -                   | -                   | -                   | -               | -               | -               | 15    | 0     | 0     |
| Sous-total            | Sous-total             | Sous-total            | 18          | 0           | 0           | -                     | -                     | -                     | -          | -          | -          | -                              | -                              | -                              | -                              | -                   | -                   | -                   | -               | -               | -               | 18    | 0     | 0     |
| 2010-2011             | Borussia M'gladbach    | Bundesliga            | 6           | 0           | 0           | -                     | -                     | -                     | -          | -          | -          | -                              | -                              | -                              | -                              | 2                   | 0                   | 0                   | -               | -               | -               | 8     | 0     | 0     |
| 2011-2012             | Borussia M'gladbach    | Bundesliga            | 34          | 0           | 0           | 5                     | 0                     | 0                     | -          | -          | -          | -                              | -                              | -                              | -                              | -                   | -                   | -                   | -               | -               | -               | 39    | 0     | 0     |
| 2012-2013             | Borussia M'gladbach    | Bundesliga            | 34          | 0           | 0           | 2                     | 0                     | 0                     | -          | -          | -          | C1+C3                          | 2+7                            | 0                              | 0                              | -                   | -                   | -                   | -               | -               | -               | 45    | 0     | 0     |
| 2013-2014             | Borussia M'gladbach    | Bundesliga            | 34          | 0           | 0           | 1                     | 0                     | 0                     | -          | -          | -          | -                              | -                              | -                              | -                              | -                   | -                   | -                   | -               | -               | -               | 35    | 0     | 0     |
| Sous-total            | Sous-total             | Sous-total            | 108         | 0           | 0           | 8                     | 0                     | 0                     | -          | -          | -          | -                              | 9                              | 0                              | 0                              | 2                   | 0                   | 0                   | -               | -               | -               | 127   | 0     | 0     |
| 2014-2015             | FC Barcelone           | Liga                  | 0           | 0           | 0           | 8                     | 0                     | 0                     | -          | -          | -          | C1                             | 13                             | 0                              | 0                              | -                   | -                   | -                   | -               | -               | -               | 21    | 0     | 0     |
| 2015-2016             | FC Barcelone           | Liga                  | 7           | 0           | 0           | 7                     | 0                     | 0                     | 1          | 0          | 0          | C1                             | 10                             | 0                              | 0                              | -                   | -                   | -                   | 1               | 0               | 0               | 26    | 0     | 0     |
| 2016-2017             | FC Barcelone           | Liga                  | 36          | 0           | 0           | 1                     | 0                     | 0                     | -          | -          | -          | C1                             | 9                              | 0                              | 0                              | -                   | -                   | -                   | -               | -               | -               | 46    | 0     | 0     |
| 2017-2018             | FC Barcelone           | Liga                  | 37          | 0           | 0           | 0                     | 0                     | 0                     | 2          | 0          | 0          | C1                             | 9                              | 0                              | 0                              | -                   | -                   | -                   | -               | -               | -               | 48    | 0     | 0     |
| 2018-2019             | FC Barcelone           | Liga                  | 35          | 0           | 0           | 2                     | 0                     | 0                     | 1          | 0          | 0          | C1                             | 11                             | 0                              | 0                              | -                   | -                   | -                   | -               | -               | -               | 49    | 0     | 0     |
| 2019-2020             | FC Barcelone           | Liga                  | 36          | 0           | 2           | 2                     | 0                     | 0                     | -          | -          | -          | C1                             | 8                              | 0                              | 0                              | -                   | -                   | -                   | -               | -               | -               | 46    | 0     | 2     |
| 2020-2021             | FC Barcelone           | Liga                  | 31          | 0           | 0           | 4                     | 0                     | 0                     | 2          | 0          | 0          | C1                             | 5                              | 0                              | 0                              | -                   | -                   | -                   | -               | -               | -               | 42    | 0     | 0     |
| 2021-2022             | FC Barcelone           | Liga                  | 35          | 0           | 0           | 1                     | 0                     | 0                     | 1          | 0          | 0          | C1+C3                          | 6+6                            | 0                              | 0                              | -                   | -                   | -                   | -               | -               | -               | 49    | 0     | 0     |
| 2022-2023             | FC Barcelone           | Liga                  | 38          | 0           | 0           | 3                     | 0                     | 0                     | 2          | 0          | 0          | C1+C3                          | 5+2                            | 0                              | 0                              | -                   | -                   | -                   | -               | -               | -               | 50    | 0     | 0     |
| 2023-2024             | FC Barcelone           | Liga                  | 28          | 0           | 0           | -                     | -                     | -                     | -          | -          | -          | C1                             | 8                              | 0                              | 0                              | -                   | -                   | -                   | -               | -               | -               | 36    | 0     | 0     |
| 2024-2025             | FC Barcelone           | Liga                  | 8           | 0           | 0           | -                     | -                     | -                     | -          | -          | -          | C1                             | 1                              | 0                              | 0                              | -                   | -                   | -                   | -               | -               | -               | 9     | 0     | 0     |
| Sous-total            | Sous-total             | Sous-total            | 291         | 0           | 2           | 28                    | 0                     | 0                     | 9          | 0          | 0          | -                              | 93                             | 0                              | 0                              | -                   | -                   | -                   | 1               | 0               | 0               | 422   | 0     | 2     |
| Total sur la carrière | Total sur la carrière  | Total sur la carrière | 417         | 0           | 2           | 36                    | 0                     | 0                     | 9          | 0          | 0          | -                              | 102                            | 0                              | 0                              | 2                   | 0                   | 0                   | 1               | 0               | 0               | 567   | 0     | 2     |

### Liste des matches internationaux
| Matches internationaux de Marc-André ter Stegen | Matches internationaux de Marc-André ter Stegen | Matches internationaux de Marc-André ter Stegen            | Matches internationaux de Marc-André ter Stegen | Matches internationaux de Marc-André ter Stegen | Matches internationaux de Marc-André ter Stegen                       | Matches internationaux de Marc-André ter Stegen                      |
|                                                 | Date                                            | Lieu                                                       | Adversaire                                      | Résultat                                        | Compétition                                                           | Notes                                                                |
| ----------------------------------------------- | ----------------------------------------------- | ---------------------------------------------------------- | ----------------------------------------------- | ----------------------------------------------- | --------------------------------------------------------------------- | -------------------------------------------------------------------- |
| 1.                                              | 26 mai 2012                                     | St. Jakob-Park, Bâle, Suisse                               | Suisse                                          | 5 - 3                                           | Match amical                                                          | Titulaire.                                                           |
| 2.                                              | 15 août 2012                                    | Commerzbank Arena, Francfort, Allemagne                    | Argentine                                       | 1 - 3                                           | Match amical                                                          | Entre en jeu à la place de Thomas Müller à la 32e minute de jeu.     |
| 3.                                              | 2 juin 2013                                     | Robert F. Kennedy Memorial Stadium, Washington, États-Unis | États-Unis                                      | 4 - 3                                           | Match amical                                                          | Titulaire.                                                           |
| 4.                                              | 13 mai 2014                                     | Volksparkstadion, Hambourg, Allemagne                      | Pologne                                         | 0 - 0                                           | Match amical                                                          | Entre en jeu à la place de Ron-Robert Zieler à la 46e minute de jeu. |
| 5.                                              | 29 mars 2016                                    | Allianz Arena, Munich, Allemagne                           | Italie                                          | 4 - 1                                           | Match amical                                                          | Titulaire.                                                           |
| 6.                                              | 29 mai 2016                                     | WWK Arena, Augsbourg, Allemagne                            | Slovaquie                                       | 1 - 3                                           | Match amical                                                          | Entre en jeu à la place de Bernd Leno à la 46e minute de jeu.        |
| 7.                                              | 31 août 2016                                    | Borussia-Park, Mönchengladbach, Allemagne                  | Finlande                                        | 2 - 0                                           | Match amical                                                          | Titulaire.                                                           |
| 8.                                              | 11 novembre 2016                                | Stadio Olimpico, Serravalle, Saint-Marin                   | Saint-Marin                                     | 0 - 8                                           | Éliminatoires de la Coupe du monde de football 2018                   | Titulaire.                                                           |
| 9.                                              | 22 mars 2017                                    | Signal Iduna Park, Dortmund, Allemagne                     | Angleterre                                      | 1 - 0                                           | Match amical                                                          | Titulaire.                                                           |
| 10.                                             | 10 juin 2017                                    | Max-Morlock-Stadion, Nuremberg, Allemagne                  | Saint-Marin                                     | 7 - 0                                           | Éliminatoires de la Coupe du monde de football 2018                   | Titulaire.                                                           |
| 11.                                             | 22 juin 2017                                    | Kazan Arena, Kazan, Russie                                 | Chili                                           | 1 - 1                                           | Coupe des confédérations 2017                                         | Titulaire.                                                           |
| 12.                                             | 25 juin 2017                                    | Stade olympique Ficht, Sotchi, Russie                      | Cameroun                                        | 3 - 1                                           | Coupe des confédérations 2017                                         | Titulaire.                                                           |
| 13.                                             | 29 juin 2017                                    | Stade olympique Ficht, Sotchi, Russie                      | Mexique                                         | 4 - 1                                           | Coupe des confédérations 2017                                         | Titulaire.                                                           |
| 14.                                             | 2 juillet 2017                                  | Gazprom Arena, Saint-Pétersbourg, Russie                   | Chili                                           | 0 - 1                                           | Coupe des confédérations 2017                                         | Titulaire.                                                           |
| 15.                                             | 1er septembre 2017                              | Sinobo Stadium, Prague, République tchèque                 | Tchéquie                                        | 1 - 2                                           | Éliminatoires de la Coupe du monde de football 2018                   | Titulaire.                                                           |
| 16.                                             | 4 septembre 2017                                | Mercedes-Benz Arena, Stuttgart, Allemagne                  | Norvège                                         | 6 - 0                                           | Éliminatoires de la Coupe du monde de football 2018                   | Titulaire.                                                           |
| 17.                                             | 5 octobre 2017                                  | Windsor Park, Belfast, Irlande du Nord                     | Irlande du Nord                                 | 1 - 3                                           | Éliminatoires de la Coupe du monde de football 2018                   | Titulaire.                                                           |
| 18.                                             | 10 novembre 2017                                | Stade de Wembley, Londres, Angleterre                      | Angleterre                                      | 0 - 0                                           | Match amical                                                          | Titulaire.                                                           |
| 19.                                             | 23 mars 2018                                    | Merkur Spiel-Arena, Düsseldorf, Allemagne                  | Espagne                                         | 1 - 1                                           | Match amical                                                          | Titulaire.                                                           |
| 20.                                             | 8 juin 2018                                     | BayArena, Leverkusen, Allemagne                            | Arabie saoudite                                 | 2 - 1                                           | Match amical                                                          | Entre en jeu à la place de Manuel Neuer à la 46e minute de jeu.      |
| 21.                                             | 9 septembre 2018                                | PreZero Arena, Sinsheim, Allemagne                         | Pérou                                           | 2 - 1                                           | Match amical                                                          | Titulaire.                                                           |
| 22.                                             | 20 mars 2019                                    | Volkswagen Arena, Wolfsbourg, Allemagne                    | Serbie                                          | 1 - 1                                           | Match amical                                                          | Entre en jeu à la place de Manuel Neuer à la 46e minute de jeu.      |
| 23.                                             | 9 octobre 2019                                  | Signal Iduna Park, Dortmund, Allemagne                     | Argentine                                       | 2 - 2                                           | Match amical                                                          | Titulaire.                                                           |
| 24.                                             | 19 novembre 2019                                | Commerzbank-Arena, Francfort-sur-le-Main, Allemagne        | Irlande du Nord                                 | 6 - 1                                           | Éliminatoires Euro 2020                                               | Titulaire.                                                           |
| 25                                              | 31 mars 2021                                    | Schauinsland-Reisen-Arena, Duisbourg, Allemagne            | Macédoine du Nord                               | 1 - 2                                           | Éliminatoires de la zone Europe de la Coupe du monde de football 2022 | Titulaire                                                            |
| 26                                              | 8 octobre 2021                                  | Volksparkstadion, Hambourg, Allemagne                      | Roumanie                                        | 2 - 1                                           | Éliminatoires de la zone Europe de la Coupe du monde de football 2022 | Titulaire                                                            |
| 27                                              | 14 novembre 2021                                | Stade Républicain Vazgen-Sargsian, Erevan, Arménie         | Arménie                                         | 4 - 1                                           | Éliminatoires de la zone Europe de la Coupe du monde de football 2022 | Titulaire                                                            |
| 28                                              | 26 mars 2022                                    | PreZero Arena, Hoffenheim, Allemagne                       | Israël                                          | 2 - 0                                           | Match amical                                                          | Titulaire remplacé par Kevin Trapp à la 46éme minute                 |
| 29                                              | 23 septembre 2022                               | Leipzig, Leipzig, Allemagne                                | Hongrie                                         | 0 - 1                                           | Ligue des nations 2022-2023                                           | Titulaire                                                            |
| 30                                              | 26 septembre 2022                               | Wembley Stadium, Londres, Angleterre                       | Angleterre                                      | 3 - 3                                           | Ligue des nations 2022-2023                                           | Titulaire                                                            |

## Palmarès

### En club
| FC Barcelone (19) : |
| --- |
| - Championnat d'Espagne (6) : - Champion : 2015, 2016, 2018, 2019, 2023 et 2025 - Vice-champion : 2017, 2020 et 2022 - Coupe d'Espagne (6) : - Vainqueur : 2015, 2016, 2017, 2018, 2021, 2025 - Finaliste : 2019 - Supercoupe d'Espagne (4) : - Vainqueur : 2016, 2018, 2023, 2025 - Finaliste : 2021 - Ligue des champions (1) : - Vainqueur : 2015 - Supercoupe d'Europe (1) : - Vainqueur : 2015 - Coupe du monde des clubs (1) : - Vainqueur : 2015 |

### En sélection
| Équipe d'Allemagne -17 ans (1 titre) :             | Équipe d'Allemagne (1 titre) :                         |
| -------------------------------------------------- | ------------------------------------------------------ |
| - - Championnat d'Europe (1) : - Vainqueur : 2009. | - - Coupe des Confédérations (1) : - Vainqueur : 2017. |

### Distinctions individuelles
- Membre de l'équipe type de la Ligue des champions de l'UEFA en 2015 et 2019.
- Membre de l'équipe type de l'année UEFA en 2018.
- Membre de l'équipe-type du onze d'or 2019
- Meilleur joueur du Championnat d'Espagne en 2023.
- Membre de l'équipe type du Championnat d'Espagne : 2023.
- Meilleur gardien du Championnat d'Espagne (récipiendaire du Trophée Zamora) : 2023.